# Scatella sexpunctata
Scatella sexpunctata är en tvåvingeart som beskrevs av Malloch 1933. Scatella sexpunctata ingår i släktet Scatella och familjen vattenflugor. Inga underarter finns listade i Catalogue of Life.